# Metopoedema
Metopoedema là một chi bọ cánh cứng trong họ Chrysomelidae.
Chi này được miêu tả khoa học năm 1891 bởi Duvivier.

## Các loài
Các loài trong chi này gồm:
- Metopoedema longicorne (Duvivier, 1891)
- Metopoedema paradoxum Duvivier, 1891